# Hieracium syreistschikovii
Hieracium syreistschikovii là một loài thực vật có hoa trong họ Cúc. Loài này được Zahn mô tả khoa học đầu tiên.